# Lista de municípios da Região Geográfica Intermediária de Cascavel por população
Essa é a lista dos 100 municípios da Região Geográfica Intermediária de Cascavel por população de acordo com o Censo do Instituto Brasileiro de Geografia e Estatística para 2022. Os municípios sede de regiões imediatas estão destacados em negrito.

## Município

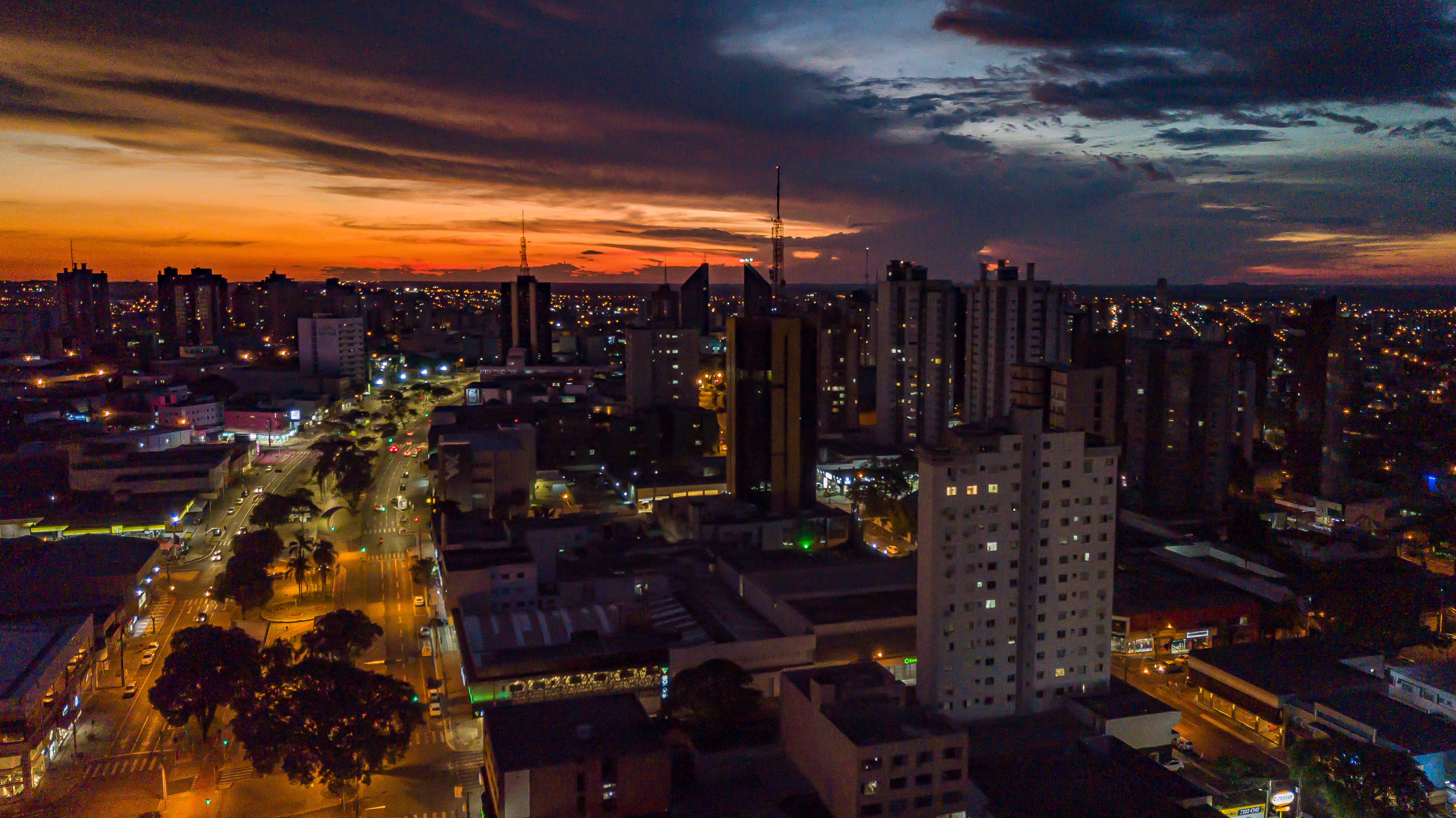
Cascavel, município sede e mais populoso da Região Intermediária

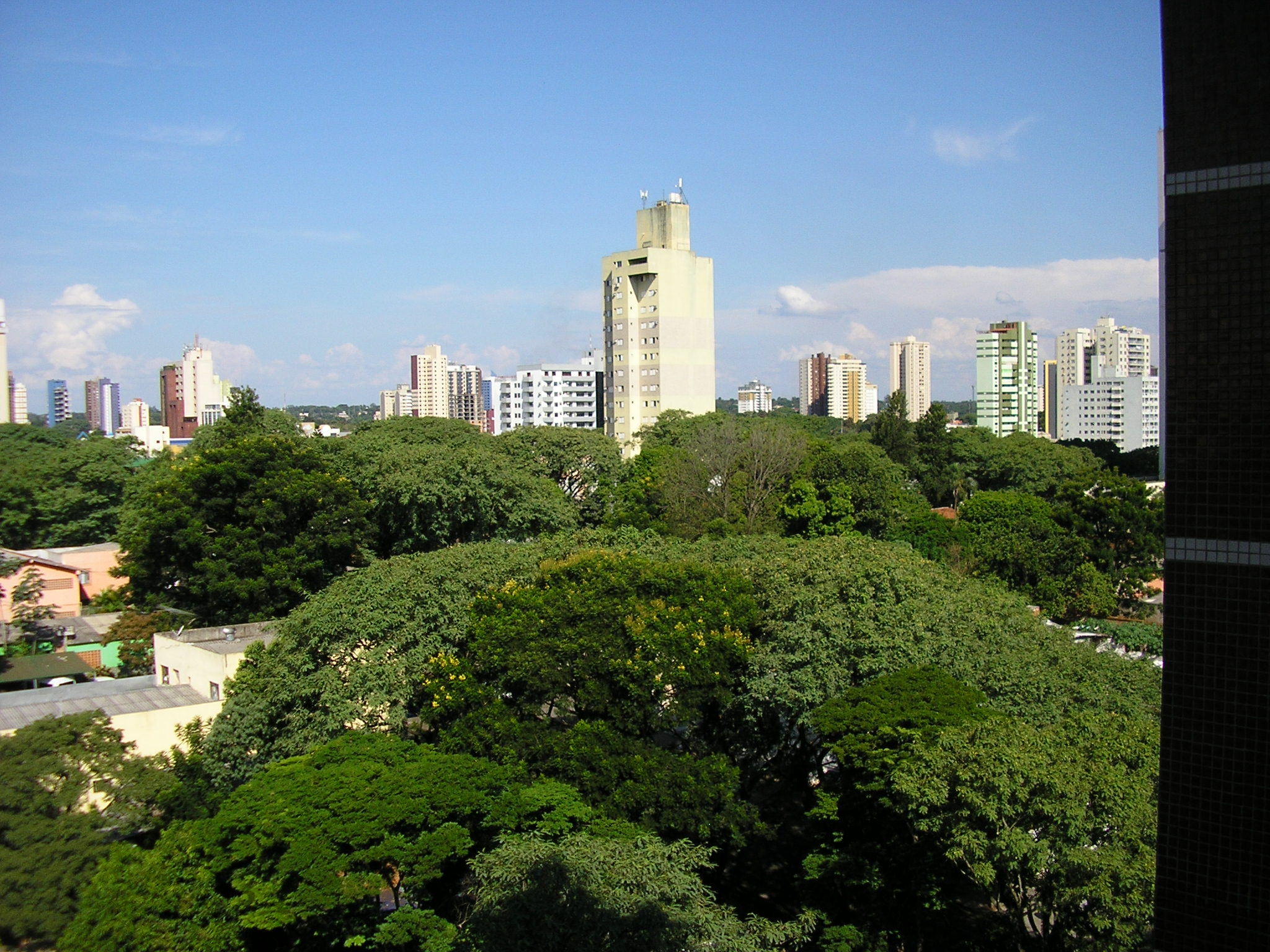
Foz do Iguaçu, segundo mais populoso

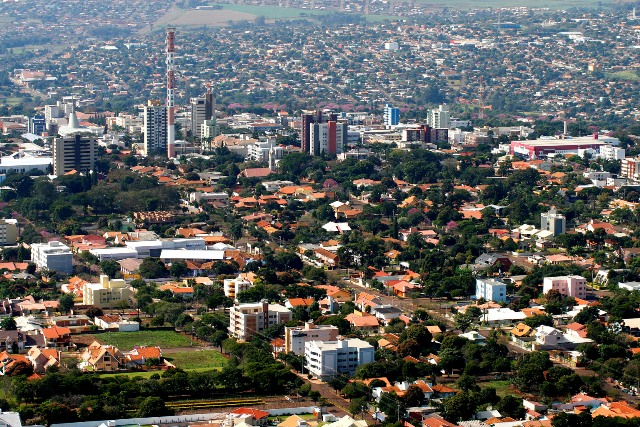
Toledo

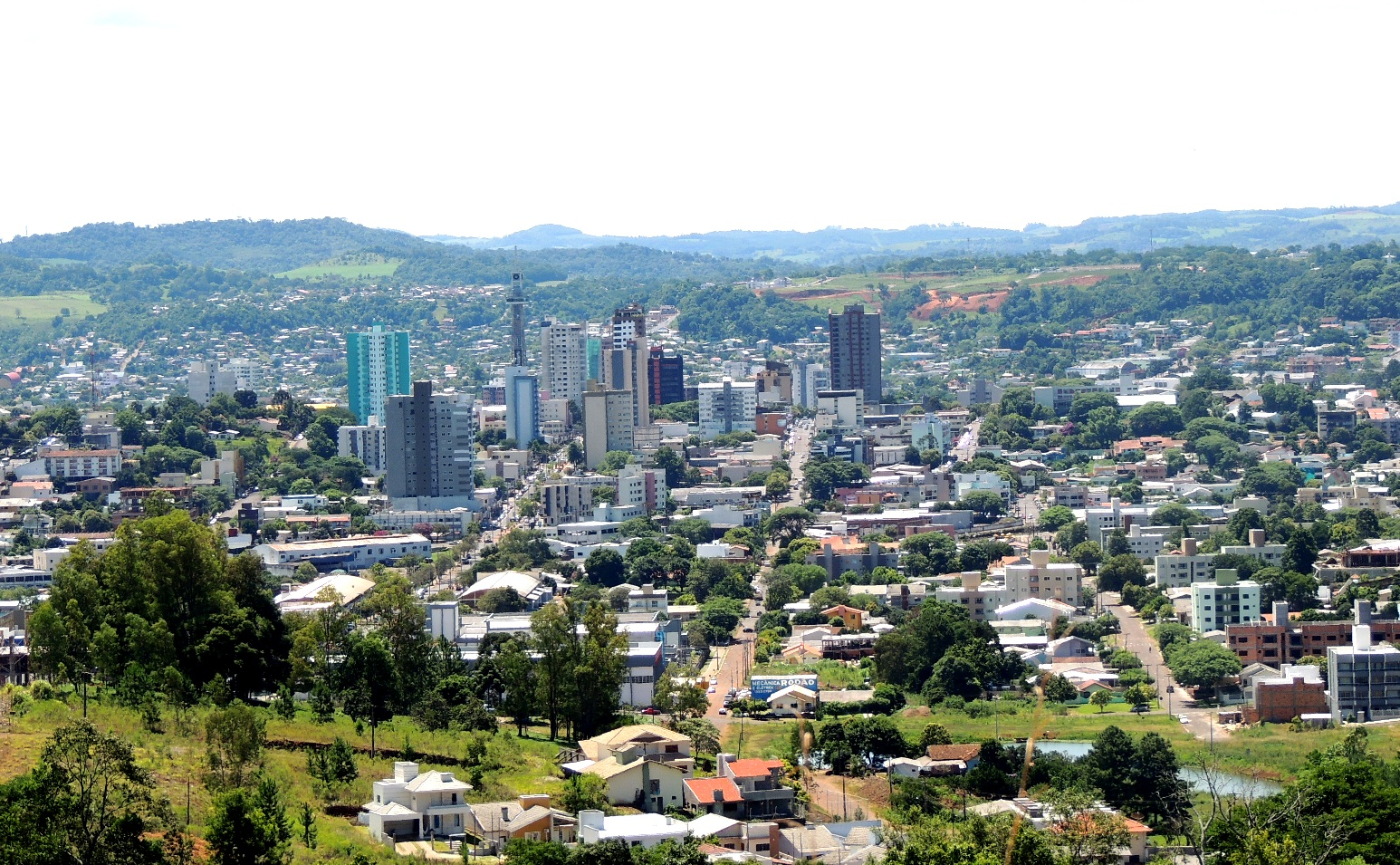
Francisco Beltrão

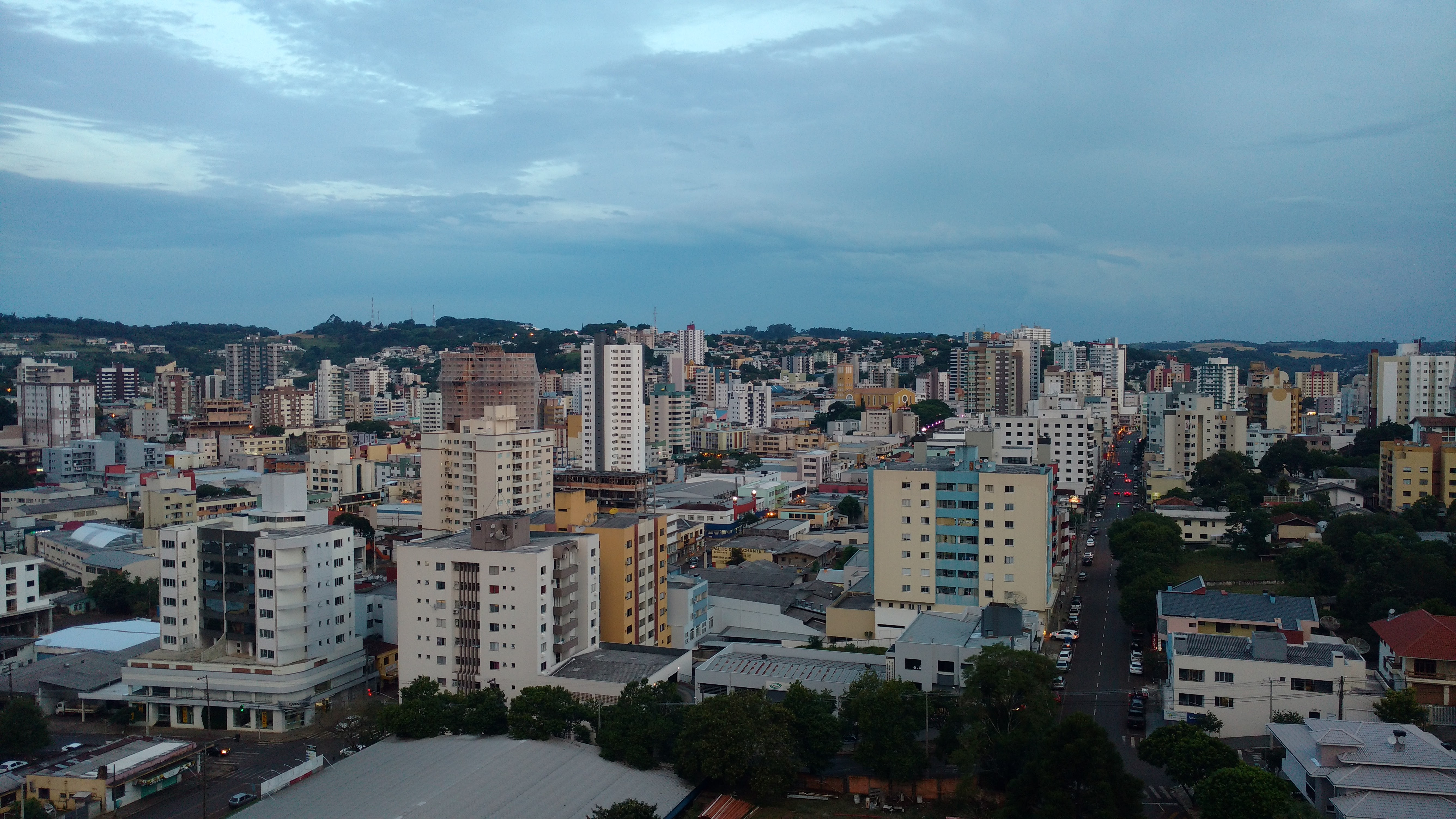
Pato Branco

| Posição | Município                  | Região Imediata                     | População |
| ------- | -------------------------- | ----------------------------------- | --------- |
| 1       | Cascavel                   | Cascavel                            | 348.051   |
| 2       | Foz do Iguaçu              | Foz do Iguaçu                       | 285.315   |
| 3       | Toledo                     | Toledo                              | 150.470   |
| 4       | Francisco Beltrão          | Francisco Beltrão                   | 96.666    |
| 5       | Pato Branco                | Pato Branco                         | 91.836    |
| 6       | Marechal Cândido Rondon    | Marechal Cândido Rondon             | 55.836    |
| 7       | Medianeira                 | Foz do Iguaçu                       | 54.369    |
| 8       | Palmas                     | Pato Branco                         | 48.247    |
| 9       | Dois Vizinhos              | Dois Vizinhos                       | 44.869    |
| 10      | Assis Chateaubriand        | Toledo                              | 36.808    |
| 11      | Palotina                   | Toledo                              | 35.011    |
| 12      | Laranjeiras do Sul         | Quedas do Iguaçu-Laranjeiras do Sul | 32.227    |
| 13      | Guaíra                     | Toledo                              | 32.097    |
| 14      | Quedas do Iguaçu           | Quedas do Iguaçu-Laranjeiras do Sul | 30.738    |
| 15      | São Miguel do Iguaçu       | Foz do Iguaçu                       | 29.122    |
| 16      | Santa Helena               | Toledo                              | 25.492    |
| 17      | Santa Terezinha de Itaipu  | Foz do Iguaçu                       | 24.262    |
| 18      | Santo Antônio do Sudoeste  | Francisco Beltrão                   | 23.673    |
| 19      | Coronel Vivida             | Pato Branco                         | 23.331    |
| 20      | Chopinzinho                | Pato Branco                         | 21.079    |
| 21      | Capanema                   | Francisco Beltrão                   | 20.481    |
| 22      | Ampére                     | Francisco Beltrão                   | 19.620    |
| 23      | Realeza                    | Francisco Beltrão                   | 19.247    |
| 24      | Cafelândia                 | Cascavel                            | 18.997    |
| 25      | Matelândia                 | Cascavel                            | 18.450    |
| 26      | Terra Roxa                 | Toledo                              | 18.199    |
| 27      | Corbélia                   | Cascavel                            | 17.470    |
| 28      | Manguerinha                | Pato Branco                         | 16.603    |
| 29      | Marmeleiro                 | Francisco Beltrão                   | 15.901    |
| 30      | Salto do Lontra            | Dois Vizinhos                       | 15.223    |
| 31      | Clevelândia                | Pato Branco                         | 15.070    |
| 32      | Capitão Leônidas Marques   | Cascavel                            | 14.648    |
| 33      | Planalto                   | Francisco Beltrão                   | 14.374    |
| 34      | Santa Izabel do Oeste      | Francisco Beltrão                   | 14.070    |
| 35      | Rio Bonito do Iguaçu       | Quedas do Iguaçu-Laranjeiras do Sul | 13.929    |
| 36      | Nova Aurora                | Cascavel                            | 13.765    |
| 37      | Guaraniaçu                 | Cascavel                            | 13.735    |
| 38      | Santa Teresa do Oeste      | Cascavel                            | 13.174    |
| 39      | Nova Prata do Iguaçu       | Dois Vizinhos                       | 12.699    |
| 40      | Itapejara d'Oeste          | Pato Branco                         | 12.344    |
| 41      | Nova Laranjeiras           | Quedas do Iguaçu-Laranjeiras do Sul | 12.074    |
| 42      | São João                   | Pato Branco                         | 11.886    |
| 43      | Itaipulândia               | Foz do Iguaçu                       | 11.485    |
| 44      | Três Barras do Paraná      | Cascavel                            | 11.135    |
| 45      | Céu Azul                   | Cascavel                            | 11.087    |
| 46      | Missal                     | Foz do Iguaçu                       | 11.064    |
| 47      | Jesuítas                   | Toledo                              | 10.506    |
| 48      | Catanduvas                 | Cascavel                            | 10.446    |
| 49      | Barracão                   | Francisco Beltrão                   | 9.759     |
| 50      | Vitorino                   | Pato Branco                         | 9.706     |
| 51      | São Jorge d'Oeste          | Dois VIzinhos                       | 9.378     |
| 52      | Nova Santa Rosa            | Marechal Cândido Rondon             | 8.322     |
| 53      | Vera Cruz do Oeste         | Cascavel                            | 8.215     |
| 54      | Tupãssi                    | Toledo                              | 8.077     |
| 55      | Verê                       | Francisco Beltrão                   | 7.932     |
| 56      | Boa Vista da Aparecida     | Cascavel                            | 7.924     |
| 57      | Formosa do Oeste           | Toledo                              | 7.635     |
| 58      | Renascença                 | Francisco Beltrão                   | 6.841     |
| 59      | Ouro Verde do Oeste        | Toledo                              | 6.785     |
| 60      | Maripá                     | Toledo                              | 6.555     |
| 61      | Mariópolis                 | Pato Branco                         | 6.371     |
| 62      | Pérola d'Oeste             | Francisco Beltrão                   | 6.221     |
| 63      | Ibema                      | Cascavel                            | 6.218     |
| 64      | Saudade do Iguaçu          | Pato Branco                         | 6.108     |
| 65      | Enéas Marques              | Francisco Beltrão                   | 5.999     |
| 66      | Mercedes                   | Marechal Cândido Rondon             | 5.931     |
| 67      | São Pedro do Iguaçu        | Toledo                              | 5.784     |
| 68      | Pranchita                  | Francisco Beltrão                   | 5.737     |
| 69      | Pato Bragado               | Marechal Cândido Rondon             | 5.733     |
| 70      | Coronel Domingos Soares    | Pato Branco                         | 5.649     |
| 71      | Nova Esperança do Sudoeste | Francisco Beltrão                   | 5.597     |
| 72      | Lindoeste                  | Cascavel                            | 5.175     |
| 73      | Serranópolis do Iguaçu     | Foz do Iguaçu                       | 5.007     |
| 74      | Honório Serpa              | Pato Branco                         | 4.941     |
| 75      | Braganey                   | Cascavel                            | 4.854     |
| 76      | Espigão Alto do Iguaçu     | Quedas do Iguaçu-Laranjeiras do Sul | 4.797     |
| 77      | Entre Rios do Oeste        | Marechal Cândido Rondon             | 4.575     |
| 78      | Diamante d'Oeste           | Cascavel                            | 4.557     |
| 79      | Marquinho                  | Quedas do Iguaçu-Laranjeiras do Sul | 4.504     |
| 80      | Quatro Pontes              | Marechal Cândido Rondon             | 4.480     |
| 81      | Flor da Serra do Sul       | Francisco Beltrão                   | 4.364     |
| 82      | Ramilândia                 | Cascavel                            | 4.221     |
| 83      | Cruzeiro do Iguaçu         | Dois Vizinhos                       | 4.133     |
| 84      | Salgado Filho              | Francisco Beltrão                   | 4.075     |
| 85      | Bela Vista do Caroba       | Francisco Beltrão                   | 4.031     |
| 86      | Campo Bonito               | Cascavel                            | 4.027     |
| 87      | Bom Jesus do Sul           | Francisco Beltrão                   | 3.980     |
| 88      | São José das Palmeiras     | Toledo                              | 3.870     |
| 89      | Virmond                    | Quedas do Iguaçu-Laranjeiras do Sul | 3.811     |
| 90      | Santa Lúcia                | Cascavel                            | 3.644     |
| 91      | Sulina                     | Pato Branco                         | 3.440     |
| 92      | Bom Sucesso do Sul         | Pato Branco                         | 3.202     |
| 93      | Diamante do Sul            | Cascavel                            | 3.171     |
| 94      | Porto Barreiro             | Quedas do Iguaçu-Laranjeiras do Sul | 3.110     |
| 95      | Anahy                      | Cascavel                            | 2.918     |
| 96      | Manfrinópolis              | Francisco Beltrão                   | 2.770     |
| 97      | Pinhal de São Bento        | Francisco Beltrão                   | 2.761     |
| 98      | Boa Esperança do Iguaçu    | Dois Vizinhos                       | 2.455     |
| 99      | Iracema do Oeste           | Toledo                              | 2.343     |
| 100     | Iguatu                     | Cascavel                            | 2.144     |

## Regiões imediatas por população
Essa é a lista das Regiões Imediatas por população.
| Posição | Região Imediata                     | População |
| ------- | ----------------------------------- | --------- |
| 1       | Cascavel                            | 548.026   |
| 2       | Foz do Iguaçu                       | 420.624   |
| 3       | Toledo                              | 349.632   |
| 4       | Francisco Beltrão                   | 294.099   |
| 5       | Pato Branco                         | 279.813   |
| 6       | Quedas do Iguaçu-Laranjeiras do Sul | 105.190   |
| 7       | Dois Vizinhos                       | 88.757    |
| 8       | Marechal Cândido Rondon             | 84.877    |
| -       | Total                               | 2.171.018 |

## Municípios por população por região imediata
As listas a seguir apresentam os municípios ranqueados de acordo com sua região imediata. Dados IBGE.

### Cascavel
Essa é lista de municípios da Região Geográfica Imediata de Cascavel por população.
| Posição | Município                | População |
| ------- | ------------------------ | --------- |
| 1       | Cascavel                 | 348.051   |
| 2       | Cafelândia               | 18.997    |
| 3       | Matelândia               | 18.450    |
| 4       | Corbélia                 | 17.470    |
| 5       | Capitão Leônidas Marques | 14.648    |
| 6       | Nova Aurora              | 13.765    |
| 7       | Guaraniaçu               | 13.735    |
| 8       | Santa Tereza do Oeste    | 13.174    |
| 9       | Três Barras do Paraná    | 11.135    |
| 10      | Céu Azul                 | 11.087    |
| 11      | Catanduvas               | 10.446    |
| 12      | Vera Cruz do Oeste       | 8.215     |
| 13      | Boa Vista da Aparecida   | 7.924     |
| 14      | Ibema                    | 6.218     |
| 15      | Lindoeste                | 5.175     |
| 16      | Braganey                 | 4.854     |
| 17      | Diamante d'Oeste         | 4.557     |
| 18      | Ramilândia               | 4.221     |
| 19      | Campo Bonito             | 4.027     |
| 20      | Santa Lúcia              | 3.644     |
| 21      | Diamante do Sul          | 3.171     |
| 22      | Anahy                    | 2.918     |
| 23      | Iguatu                   | 2.144     |
| -       | Total                    | 548.026   |

### Dois Vizinhos
Essa é lista de municípios da Região Geográfica Imediata de Dois Vizinhos por população.
| Posição | Município               | População |
| ------- | ----------------------- | --------- |
| 1       | Dois Vizinhos           | 44.869    |
| 2       | Salto do Lontra         | 15.223    |
| 3       | Nova Prata do Iguaçu    | 12.699    |
| 4       | São Jorge d'Oeste       | 9.378     |
| 5       | Cruzeiro do Sul         | 4.133     |
| 6       | Boa Esperança do Iguaçu | 2.455     |
| -       | Total                   | 88.757    |

### Francisco Beltrão
Essa é lista de municípios da Região Geográfica Imediata de Francisco Beltrão por população.
| Posição | Município                  | População |
| ------- | -------------------------- | --------- |
| 1       | Francisco Beltrão          | 96.666    |
| 2       | Santo Antônio do Sudoeste  | 23.673    |
| 3       | Capanema                   | 20.481    |
| 4       | Ampére                     | 19.620    |
| 5       | Realeza                    | 19.247    |
| 7       | Marmeleiro                 | 15.901    |
| 8       | Planalto                   | 14.374    |
| 6       | Santa Izabel do Oeste      | 14.070    |
| 9       | Barracão                   | 9.759     |
| 10      | Verê                       | 7.932     |
| 11      | Renascença                 | 6.841     |
| 12      | Pérola d'Oeste             | 6.221     |
| 13      | Éneas Marques              | 5.999     |
| 14      | Pranchita                  | 5.737     |
| 15      | Nova Esperança do Sudoeste | 5.597     |
| 16      | Flor da Serra do Sul       | 4.364     |
| 17      | Salgado Filho              | 4.075     |
| 19      | Bela Vista do Caroba       | 4.031     |
| 18      | Bom Jesus do Sul           | 3.980     |
| 20      | Manfrinópolis              | 2.770     |
| 21      | Pinhal de São Bento        | 2.761     |
| -       | Total                      | 294.099   |

### Foz do Iguaçu
Essa é lista de municípios da Região Geográfica Imediata de Foz do Iguaçu por população.
| Posição | Município                 | População |
| ------- | ------------------------- | --------- |
| 1       | Foz do Iguaçu             | 285.315   |
| 2       | Medianeira                | 54.369    |
| 3       | São Miguel do Iguaçu      | 29.122    |
| 4       | Santa Terezinha de Itaipu | 24.262    |
| 5       | Itaipulândia              | 11.485    |
| 6       | Missal                    | 11.064    |
| 7       | Serranópolis do Iguaçu    | 5.007     |
| -       | Total                     | 420.624   |

### Marechal Cândido Rondon
Essa é lista de municípios da Região Geográfica Imediata de Marechal Cândido Rondon por população.
| Posição | Município               | População |
| ------- | ----------------------- | --------- |
| 1       | Marechal Cândido Rondon | 55.836    |
| 2       | Nova Santa Rosa         | 8.322     |
| 3       | Mercedes                | 5.931     |
| 4       | Pato Bragado            | 5.733     |
| 5       | Entre Rios do Oeste     | 4.575     |
| 6       | Quatro Pontes           | 4.480     |
| -       | Total                   | 84.877    |

### Pato Branco
Essa é lista de municípios da Região Geográfica Imediata de Pato Branco por população.
| Posição | Municípios              | População |
| ------- | ----------------------- | --------- |
| 1       | Pato Branco             | 91.836    |
| 2       | Palmas                  | 48.247    |
| 3       | Coronel Vivida          | 23.331    |
| 4       | Chopinzinho             | 21.079    |
| 5       | Mangueirinha            | 16.603    |
| 6       | Clevelândia             | 15.070    |
| 7       | Itapejara d'Oeste       | 12.344    |
| 8       | São João                | 11.886    |
| 9       | Vitorino                | 9.706     |
| 10      | Mariópolis              | 6.371     |
| 11      | Saudade do Iguaçu       | 6.108     |
| 12      | Coronel Domingos Soares | 5.649     |
| 13      | Honório Serpa           | 4.941     |
| 14      | Sulina                  | 3.440     |
| 15      | Bom Sucesso do Sul      | 3.202     |
| -       | Total                   | 279.813   |

### Quedas do Iguaçu-Laranjeiras do Sul
Essa é lista de municípios da Região Geográfica Imediata de Quedas do Iguaçu-Laranjeiras do Sul por população.
| Posição | Município              | População |
| ------- | ---------------------- | --------- |
| 1       | Laranjeiras do Sul     | 32.227    |
| 2       | Quedas do Iguaçu       | 30.738    |
| 3       | Rio Bonito do Iguaçu   | 13.929    |
| 4       | Nova Laranjeiras       | 12.074    |
| 5       | Espigão Alto do Iguaçu | 4.797     |
| 6       | Marquinho              | 4.504     |
| 7       | Virmond                | 3.811     |
| 8       | Porto Barreiro         | 3.110     |
| -       | Total                  | 105.190   |

### Toledo
Essa é lista de municípios da Região Geográfica Imediata de Toledo por população.
| Posição | Municípios             | População |
| ------- | ---------------------- | --------- |
| 1       | Toledo                 | 150.470   |
| 2       | Assis Chateaubriand    | 36.808    |
| 3       | Palotina               | 35.011    |
| 4       | Guaíra                 | 32.097    |
| 5       | Santa Helena           | 25.492    |
| 6       | Terra Roxa             | 18.199    |
| 7       | Jesuítas               | 10.506    |
| 8       | Tupãssi                | 8.077     |
| 9       | Formosa do Oeste       | 7.635     |
| 10      | Ouro Verde do Oeste    | 6.785     |
| 11      | Maripá                 | 6.555     |
| 12      | São Pedro do Iguaçu    | 5.784     |
| 13      | São José das Palmeiras | 3.870     |
| 14      | Iracema do Oeste       | 2.343     |
| -       | Total                  | 349.632   |